# Adriano Gozzoli
Adriano Gozzoli (Firenze, 2 gennaio 1922 – Firenze, 3 maggio 1944) è stato un partigiano italiano, medaglia d'oro al valor militare alla memoria.

## Biografia
Chiamato alle armi all'inizio del 1942, il giovane operaio prestò servizio in un'unità di fanteria dislocata in Carnia. Annunciato l'armistizio, Gozzoli riuscì a raggiungere la sua famiglia a Firenze, ma pochi giorni dopo salì sui monti del Mugello per arruolarsi nelle formazioni partigiane.
Divenne presto, con il nome di battaglia di "Bob", comandante di una squadra, che guidò in azioni audacissime. Il 26 aprile 1944 "Bob", a Poggio alla Croce, in prossimità di Firenze, incappò in alcuni carabinieri passati al servizio della Repubblica Sociale Italiana. Fermato, il giovane partigiano fu condotto nel capoluogo. Sottoposto a stringenti interrogatori e seviziato "Bob", come ha ricordato nel libro Quelli della Stella Rossa l'ex partigiano Sirio Ungherelli, "sostenne tutte le torture con fermezza e dalla sua carne martoriata, da quel corpo torturato, gli sgherri fascisti non poterono ricavare nulla".
Trascinato il 2 maggio davanti al Tribunale di guerra, Adriano Gozzoli fu condannato a morte e fucilato il giorno dopo al Poligono delle Cascine.